# Musique western
Ne doit pas être confondu avec musique country.

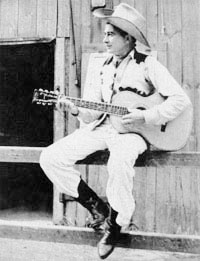
Tex Fletcher, chanteur de musique Western

La musique Western est une forme de musique folk américaine créée par et à propos des colons qui se sont installés et ont travaillé dans l'Ouest américain et l'Ouest canadien.
Directement liées aux ballades folk anglaises, écossaises et irlandaises, la musique Western célèbre la vie du cowboy dans les espaces ouverts et les prairies de l'ouest de l'Amérique du Nord.
La musique folk mexicaine du sud-Ouest des États-Unis a aussi influencé le développement de ce genre. La musique Western partage des racines communes avec la musique des Appalaches (aussi appelée musique hillbilly) qui s'est développée en parallèle dans les Appalaches. L'industrie musicale du milieu du XXe siècle a regroupé les deux genres sous le nom de « musique country et western », plus tard amalgamées sous le nom actuel de musique country.